# چارلز روزا
چارلز روزا (انگلیسی: Charles Rosa؛ زادهٔ ۲۴ اوت ۱۹۸۶) ورزشکار هنرهای رزمی ترکیبی اهل ایالات متحده آمریکا است. وی از سال ۲۰۱۲ میلادی تاکنون مشغول فعالیت بوده‌است.